# Инталы
Инталы (каз. Ынталы) — село в Жанааркинском районе Карагандинской области Казахстана. Административный центр Караагашского сельского округа. Код КАТО — 354461100.

## Население
В 1999 году население села составляло 1334 человека (676 мужчин и 658 женщин). По данным переписи 2009 года, в селе проживало 1106 человек (582 мужчины и 524 женщины).